# Rodokmen Habsburků

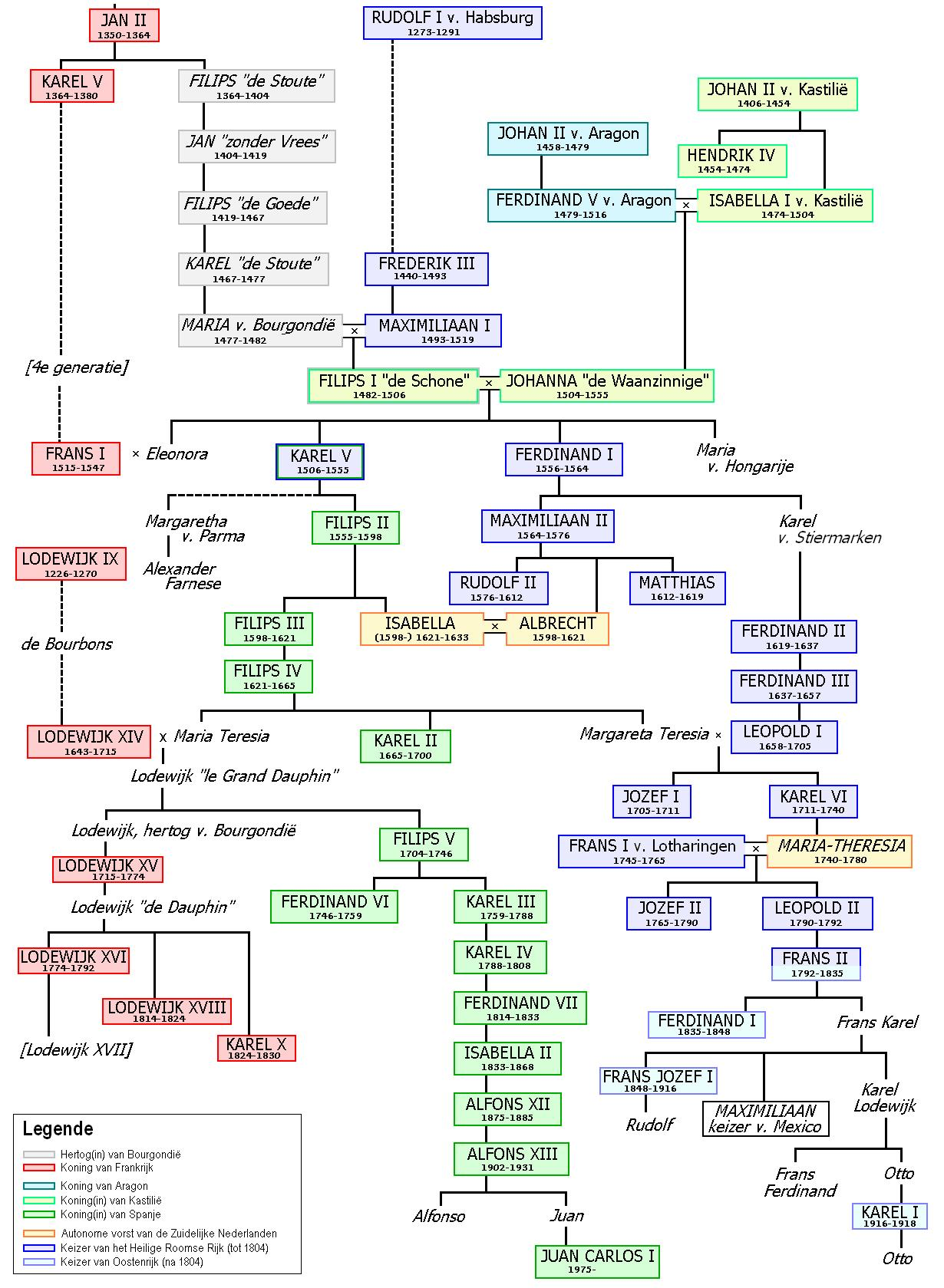
Rodokmen Habsburků

Habsburkové se v Evropě poprvé objevili kolem roku 1100. Pocházeli původně ze Švýcarska a jméno si zvolili podle svého sídla, hradu Habsburg (původně Habichtsburg, německy Jestřábí hrad). Jako Habsburkové je tento rod známý do roku 1740, kdy vymřel. Jeho majetek zdědili lotrinští vévodové známí jako Habsbursko-lotrinská dynastie.

## Začátek rodu
1. Guntram († 973)
  1. Lancelin († 991), klettgauský a altenburský hrabě
    1. Radbot († 1045)
      1. Ota I. (1015–1055), sundgauský a habsburský hrabě
      2. Albrecht I. (1016–1056), habsburský hrabě
      3. Werner I. Habsburský (1025–1096), habsburský hrabě
        1. Ota II. Habsburský († 1111)
          1. Werner II. Habsburský († 1167)
            1. Albrecht III. († 1199)
              1. Rudolf II. Dobrotivý († 1232)
                1. Albrecht IV. Habsburský (1188–1239) ∞ Heilwig von Kyburg (1192–1260), dcera hraběte Ulricha III. z Kyburgu
                  1. Rudolf I. (1218–1291) ∞ Gertruda z Hohenbergu (1225–1281), dcera hraběte Burkharda III. z Hohenbergu
                  2. Albrecht († 1256), kanovník basilejský a štrasburský
                  3. Kunhuta ∞ Jindřich z Küssenbergu

                2. Rudolf III. z Habsburgu-Laufenburgu († 1249), laufenburská linie ∞ Gertruda, dcera Lütolda VI. z Regensbergu

            2. Otto II. (1166–1174), biskup kostnický
            3. Richenza († 1180); ∞ Ludwig I., hrabě z Pfirtu, † 1180
            4. Gertruda † 15. ledna 1132–1134; ∞ Dietrich III., † před 1160, hrabě z Mömpelgardu

          2. Adelheid

        2. Albrecht II.

    2. Rudolf I. z Altenburgu (985/990–1063), altenburský hrabě
    3. Werner (975/980–1028), štrasburský biskup
    4. Lancelin II., zemský správce z Reichenau ∞ Berta z Bürenu
      1. Lancelin III. († 1024)

## Laufenburská linie
1. Rudolf III. z Habsburgu-Laufenburgu († 1249), hrabě Habsburg-Laufenburg ∞ Gertruda, dcera Lütolda VI. z Regensbergu
  1. Gottfried I. († 1271), hrabě Habsburg-Laufenburg
    1. Rudolf III. (1270–1315), hrabě Habsburg-Laufenburg
      1. Johann I. († 1337), hrabě Habsburg-Laufenburg
        1. Johann II. († 1380), hrabě Rapperswil (Wellenberg)("nový")
          1. Johann III. († 1392), hrabě z Rotenbergu v Sundgau

        2. Rudolf IV. († 1383), hrabě Habsburg-Laufenburg
          1. Johann IV. († 1408), hrabě Habsburg-Laufenburg
            1. → vymřelá linie

        3. Gottfried III. († 1373), hrabě Rapperswil ("starý")

  2. Eberhard I. († 1284), hrabě Kyburg
    1. Hartmann I. (1275–1301), hrabě Kyburg

  3. Rudolf (biskup kostnický) († 1293)

Laufenburská linie, zvaná též rudolfinská, zanikla 18. května 1408 smrtí Johanna IV. (hrabě Hans IV.).

## Od Rudolfa I. k rozdělení rodu na španělskou a rakouskou větev
1. Rudolf I. (1218–1291) ∞ Gertruda z Hohenbergu (1225–1281), Anna, dcera hraběte Burkharda III. z Hohenbergu
  1. Matylda Habsburská (1253–1304) ∞ Ludvík II. Hornobavorský (1229–1294), falcký kurfiřt
  2. Albrecht I. (1255–1308) ∞ Alžběta Goricko-Tyrolská (1262–1313), dcera Meinharda II.(1238–1295)
    1. Anežka (1281–1364) ∞ král Ondřej III. Uherský (1265–1301)
    2. Rudolf (1282–1307), český král
    3. Friedrich Krásný (1286–1330)
    4. Leopold I. (1290–1326)
    5. Albrecht II. Moudrý (1298–1358) ∞ Jana z Pfirtu (1300–1351), dcera Ulricha II., hraběte z Pfirtu (1281–1324)
      1. Rudolf IV. Habsburský (1339–1365), arcivévoda ∞ Kateřina Lucemburská (1342–1395), dcera císaře Karla IV. (1316–1378)
      2. Markéta (1346–1366)
      3. Friedrich III. († 1362)
      4. Albrecht III. Rakouský (1349–1395), zakladatel albrechtinské linie
      5. Leopold III. Habsburský (1351–1386) ∞ Viridis Visconti (1350 – před 1414), dcera Bernabò Viscontiho (1319–1385) – zakladatel leopoldinské linie

    6. Jindřich Habsburský (1299–1327)
    7. Meinhard (1300–1301)
    8. Otto Habsburský (1301–1339)
      1. Friedrich II. († 1344)
      2. Leopold II. († 1344)

  3. Kateřina Habsburská (1256–1282) ∞ Ota III. Dolnobavorský (1261–1312), maďarský král
  4. Gertruda (1257–1322) ∞ vévoda Albrecht II. Saský (1250–1298)
  5. Hedvika Habsburská (?–1286) ∞ markrabě Ota VI. Braniborský (1255–1303)
  6. Klemencie Habsburská (1262–1293) ∞ Karel I. Martel, syn Karla II. Neapolského (1254–1309)
  7. Hartmann Habsburský (1263–1281)
  8. Rudolf II. Švábský (1270–1290) ∞ Anežka Přemyslovna (1269–1296), dcera krále Přemysla Otakara II. (1232–1278)
    1. Jan Parricida († 1313)

  9. Guta Habsburská (1271–1297) ∞ Václav II. (1271–1305)
  10. Karel (1276)

### Albrechtinská linie
1. Albrecht III. Habsburský (1349–1395)
  1. Albrecht IV. (1377–1404)
    1. Albrecht II. Habsburský (1397–1439), dříve Albrecht V. ∞ Alžběta Lucemburská (1409–1442), dcera císaře Zikmunda Lucemburského (1368–1437)
      1. Ladislav Pohrobek (1440–1457)

### Leopoldinská linie
1. Leopold III. Habsburský (1351–1386) ∞ Viridis Visconti (kolem 1350 – před 1414), dcera Bernabò Viscontiho (1319–1385)
  1. Vilém (1370–1406) ∞ královna Jana II. Neapolská (1373–1435), dcera krále Karla II. Uherského (1345–1386)
  2. Leopold IV. Habsburský (1371–1411) ∞ Kateřina Burgundská (1378–1425), dcera vévody Filipa II. Burgundského (1342–1404), zvaného Smělý
  3. Arnošt Železný (1377–1424)
    1. Friedrich III. (1415–1493), dříve Friedrich V. ∞ Eleonora Portugalská (1436–1467), dcera krále Eduarda I. Portugalského (1391–1438)
      1. Kryštof (1455–1456)
      2. Maxmilián I. Habsburský (1459–1519)
        1. Filip I. Kastilský (1478–1506), zv. Krásný ∞ Jana Kastilská (1479–1555), dcera krále Ferdinanda II. Aragonského (1452–1516)
          1. Eleonora Habsburská (1498–1558) ∞ král Manuel I. Portugalský (1469–1521)
          2. Karel V. (1500–1558) ∞ Isabela Portugalská (1503–1539), dcera krále Manuela I. Portugalského (1469–1521) – zakladatel španělské linie
          3. Isabela Habsburská (1501–1526) ∞ král Kristián II. Dánský (1481–1559)
          4. Ferdinand I. (1503–1564) ∞ Anna Jagellonská (1503–1547), dcera krále Vladislava II. Jagellonského (1456–1516) – zakladatel rakouské linie
          5. Marie Habsburská (1505–1558) ∞ král Ludvík Jagellonský (1506–1526)
          6. Kateřina Habsburská (1507–1578) ∞ král Jan III. Portugalský (1502–1557)

        2. Markéta Habsburská

      3. Helena (1460–1461)
      4. Kunigunda Rakouská (1465–1520) ∞ vévoda Albrecht IV. Bavorský (1447–1508)
      5. Johann (1466–1467)

    2. Markéta Habsburská (1416–1486) ∞ kurfiřt Friedrich II. Saský (1412–1464)
    3. Albrecht VI. Habsburský (1418–1463)
    4. Kateřina (1420–1493) ∞ markrabě Karel I. Bádenský (1427–1475)
    5. Arnošt (1420–1432)
    6. Alexandra (*/† 1421)
    7. Anna (*/† 1422)
    8. Rudolf (*/† 1424)
    9. Leopold (*/† 1424)

  4. Fridrich IV. Habsburský (1382–1439), zakladatel tyrolské linie
    1. Alžběta (*/† 1408)
    2. Markéta (1424–1427)
    3. Hedvika (1424–1427)
    4. Wolfgang (1426)
    5. Zikmund Tyrolský (1427–1496)